# Un monde un dieu une bière
 (avril 2012).
Si vous disposez d'ouvrages ou d'articles de référence ou si vous connaissez des sites web de qualité traitant du thème abordé ici, merci de compléter l'article en donnant les références utiles à sa vérifiabilité et en les liant à la section « Notes et références ».
Un monde un dieu une bière est le premier album de Peter Kröner, sorti en 1993. Arrangements et réalisation y sont de Vincent-Marie Bouvot, le mixage de Dominique Blanc-Francard.
Tous les textes de l'album sont en français, sauf Wundervoll qui est en allemand. Les chansons sont souvent des saynètes surréalistes, sur une instrumentation assez classique, basée sur la guitare acoustique ou électrique de Peter Kröner, des basse, batterie, synthétiseurs, et parfois un accordéon.

## Chansons
| No  | Titre                               | Durée      |
| --- | ----------------------------------- | ---------- |
| 1.  | Je ne t'oublierai jamais            | 3 min 01 s |
| 2.  | Rico                                | 3 min 24 s |
| 3.  | Je te regarde quand tu dors la nuit | 3 min 28 s |
| 4.  | Carpentras                          | 2 min 24 s |
| 5.  | Un monde un dieu une bière          | 4 min 35 s |
| 6.  | Baden Baden                         | 4 min 06 s |
| 7.  | Tu es belle                         | 2 min 46 s |
| 8.  | Tout le monde tape dans les mains   | 3 min 56 s |
| 9.  | Rue de Flandres                     | 3 min 17 s |
| 10. | Anne Beauvais                       | 4 min 35 s |
| 11. | Wundervoll                          | 5 min 01 s |

Les paroles sont de Peter Kröner, la musique de Peter Kröner et Vincent-Marie Bouvot, sauf Carpentras et Anne Beauvais qui sont du seul Peter Kröner.